# Catan – Ölquellen
Die Ölquellen ist ein Szenario zum Spiel Die Siedler von Catan von Klaus Teuber. Das Szenario wurde von Erik Assadourian & Ty Hansen vom „Transforming Cultures Project“ des Worldwatch Institute entwickelt. Das Szenario erschien gleichzeitig in Deutsch und Englisch. Zum Spiel wird das Material des Basisspiels und gegebenenfalls der 5/6-fach-Erweiterung sowie das Material des Szenarios benötigt.

## Inhalt
- 1 Stanzbogen mit:
  - 21 Ölkärtchen (15 im Spiel für 3–4 Spieler)
  - 6 Metropolenkärtchen (4 im Spiel für 3–4 Spieler)
  - 4 Ölquellenkärtchen (3 im Spiel für 3–4 Spieler)
  - 1 Umweltstreiter-Chip
  - 7 Siegpunktchips
  - 1 Katastrophenfeld (mit Katastrophenfeld-Chip)
- 1 Spielanleitung (4 Seiten)

## Beschreibung
- Auf einem (mit 5 und 6 Spielern zwei) Wüstenfeldern sowie einem Wald und einer Weide werden je ein Ölquellenkärtchen ausgelegt. Siedlungen an Ölfeldern produzieren Öl.
- Jeder Spieler kann maximal 4 (bzw. 6 bei 5 und 6 Spielern) Ölkärtchen vor sich lagern.
- Ölkärtchen zählen bei einer 7 mit und können auch gestohlen oder monopolisiert werden, man erhält dann aber nur so viel, wie dafür Platz vorhanden ist.
- 1 Ölkärtchen kann in 2 gleiche beliebige Rohstoffe getauscht werden.
- Mit 1 Lehm, 1 Getreide, 1 Erz und 2 Öl kann eine Stadt zu einer Metropole ausgebaut werden. Diese zählt 3 Siegpunkte und produziert 3 Rohstoffe.
- Jedes Ölplättchen, das in Rohstoffe umgewandelt oder verbaut wurde, liefert einen Beitrag zu einer Katastrophe, die nach jedem fünften so genutzten Ölplättchen eintritt.
  - Bei einer Katastrophe wird gewürfelt. Eine 7 löst eine Überflutung Catans aus und Siedlungen an der Küste werden vom Feld genommen, Städte in Siedlungen verwandelt. Nur Metropolen sind sicher. Bei allen anderen Zahlen wird der Zahlenchip einer Landschaft, dessen Zahl gewürfelt wurde, vom Feld genommen. Nur Ölquellen sind sicher. Auf Felder ohne Zahlen kann der Räuber nicht gestellt werden.
- Statt Öl zu nutzen, kann ein Spieler auch Öl aus dem Verkehr ziehen, indem er pro Zug eins seiner Ölplättchen umdreht (absondert). Für je 3 abgesonderte Ölplättchen erhält man 1 Siegpunkt, wer dies als erster macht erhält den Umweltstreiter-Chip, der ebenfalls 1 Siegpunkt wert ist. Dieser kann aber von anderen Spielern übernommen werden, die mehr Öl absondern.
- Das Spiel endet, wenn ein Spieler am Ende seines Zuges, also nach einer eventuellen Katastrophe 12 Siegpunkte hat oder wenn der 5. (bzw. 8. bei 5 und 6 Spielern) Zahlenchip von einer Landschaft genommen wird. In diesem Fall hat der Spieler gewonnen, der den Umweltstreiter-Chip besitzt. Er kann sich aber nur als Pyrrhussieger betrachten.